# جغرافیای ترکیه
آناتولی بزرگترین بخش در کشور ترکیه است که به جنوب شرقی اروپا و غرب آسیا متصل می‌شود. تراکیه شرقی، بخش اروپایی ترکیه، ۳٪ از خشکی را تشکیل می‌دهند اما بیش از ۱۵٪ از جمعیت را تشکیل می‌دهد. تراکیه شرقی توسط بسفر، دریای مرمره و داردانل از آناتولی، بخش آسیایی ترکیه جدا شده است. اسکلپ در استان چوروم، مرکز جغرافیای زمین محسوب می‌شود. ترکیه در برابر زلزله بسیار آسیب پذیر است.

## موقعیت جغرافیایی

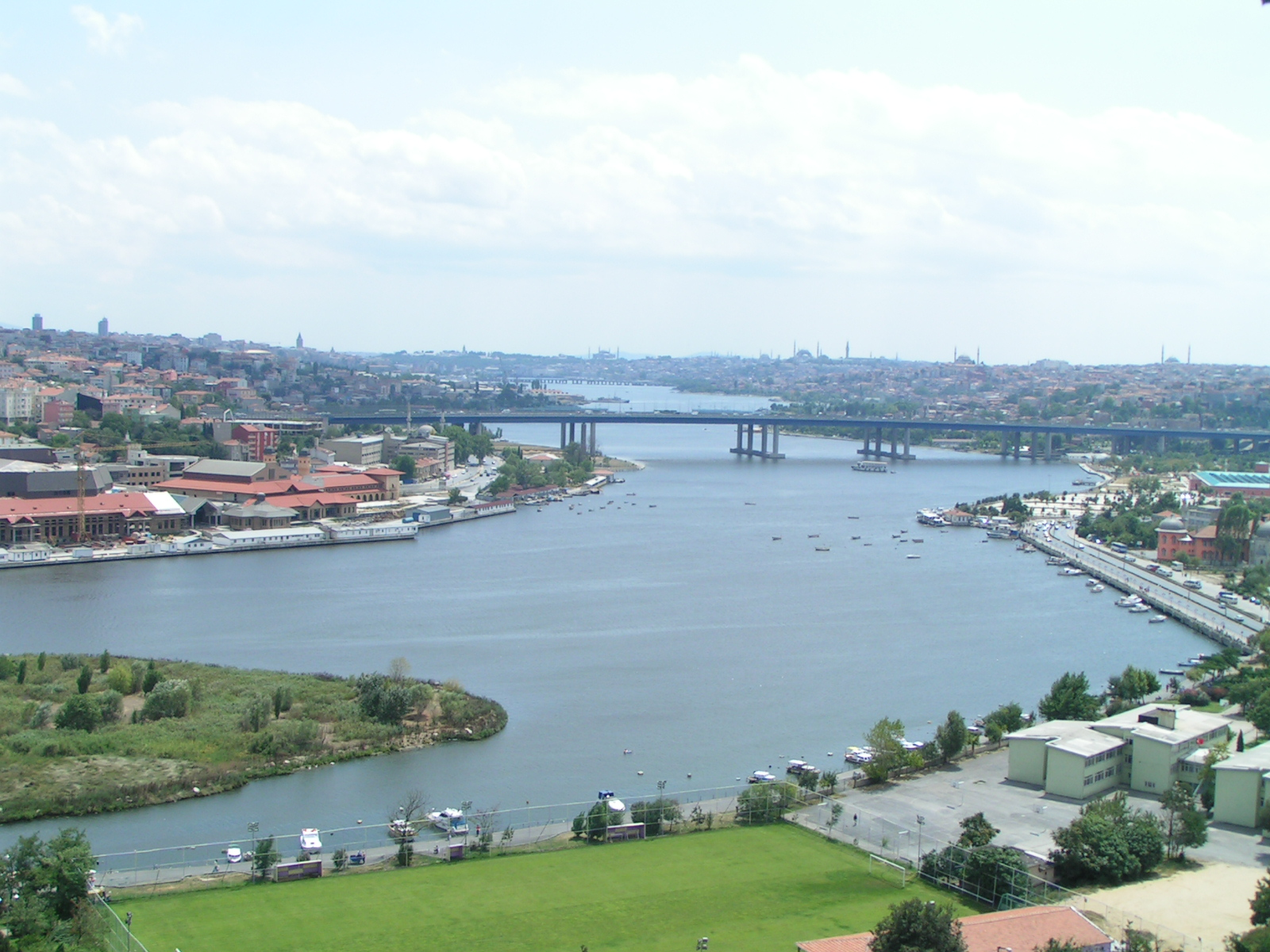
نمایی از استانبول

ترکیه در جنوب باختر قاره آسیا قرار گرفته‌است. منطقه جغرافیایی که ترکیه در آن قرار دارد آناتولی و آسیای کوچک (آسیای صغیر) نیز نامیده می‌شود.
ترکیه پیوندگاه دو قارهٔ مهم آسیا و اروپا است. ترکیه در جنوب خاوری اروپا و جنوب باختری آسیا واقع شده‌است و بین ۵/۳۶ و ۴۲ درجه عرض شمالی و ۲۶ و ۴۵ درجه طول شرقی در نیم کرهٔ شمالی قرار گرفته‌است. سرزمین ترکیه به صورت مستطیلی قابل تصور است که طول آن از شرق تا غرب ۱۶۶۰ کیلومتر و عرض آن به‌طور متوسط ۵۵۰ کیلومتر است. ترکیه از سه طرف به دریا احاطه شده‌است. از دیدگاه وسعت ترکیه با ۷۸۳٬۵۶۲ کیلومتر مربع سی و پنجمین کشور جهان بشمار می‌آید.
این سرزمین به صورت مستطیلی قابل تصور است که طول ان از شرق تا غرب (از آرارات تا چناق قلعه) در حدود ۱۶۶۰کیلو متروعرض ان به‌طور متوسط ۵۵۰ کیلومتر می‌باشد.
شکل هندسی خاص ترکیه اثرات بسیار زیادی در توسعه اقتصادی ان ایفا کرده‌است. آسیای صغیر یک اصطلاح دیگر جغرافیایی است که بیشتر نویسندگان اروپایی در نوشته‌های خود راجع به ترکیه بکار می‌برند.
موقعیت جغرافیایی ترکیه باعث شده‌است حالت پلی میان دو قره آسیا و اروپا داشته باشد و این کشور به وسیلهٔ گذرگاه‌های بسفر و داردانل از ترکیه به منزله شاهراهی از اروپا به کشورهای مسلمان بوده و عکس این قضیه هم صادق بوده‌است.
موقعیت جغرافیایی ترکیه این مکان را به‌وجود آورده‌است که نقش دروازبان بخش اروپایی اتحاد شوروی سابق را بازی کندواین امر موجب عضویت این کشور در پیمان دفاعی اتلانتیک شمالی (ناتو) گردیده‌است.
موقعیت خاص جغرافیایی ترکیه به عنوان پلی میان آسیا و اروپا در خلال هردو جنگ جهانی اهمیت ویژه‌ای حاصل نموده بود. اتحاد امپراتوری عثمانی با کشور المان در خلال جنگ جهانی اول خطر بسیار مهمی بر امپراتوری انگلستان ازجهت دستیابی به هندوستان به حساب می امدوهمچنین بی‌طرفی ترکیه در خلال جنگ جهانی دوم سبب شد که کشورهای محورنتوانند به‌طور وسیع گسترش حاصل کنند و به کانال سوئز برسند. امروزه هم ترکیه به علت موقعیت ممتاز جغرافیایی نقس اساسی و تعیین‌کننده در منطقه دارد.

### مرزها
ترکیه شش همسایهٔ آسیایی و دو همسایهٔ اروپایی دارد. کشورهای هم‌مرز ترکیه عبارت‌اند از: در خاور با ایران ۴۹۹ کیلومتر، جمهوری آذربایجان ۹ کیلومتر، ارمنستان ۲۶۸ کیلومتر، و گرجستان ۲۵۲ کیلومتر؛ در جنوب خاور با عراق ۳۵۲ کیلومتر و سوریه ۸۲۲ کیلومتر؛ در شمال باختر با یونان ۲۰۶ کیلومتر و بلغارستان ۲۴۰ کیلومتر

## استان‌ها
کشور ترکیه ۸۱ استان دارد. مراکز همه استان‌ها به جز سه استان با خود استان همنام هستند. سه استان نام‌برده عبارت‌اند از: ختای (مرکز: انتاکیه)، قوجاالی (مرکز: ایزمیت)، سقاریه (مرکز: آداپازاری). هرکدام از استان‌های ترکیه به چندین بخش تقسیم شده‌است.

## آب‌وهوا
مناطق گوناگون ترکیه دارای آب و هوای مختلفی هستند و برای نمونه آب‌وهوای مناطق کرانه‌ای ترکیه با داخله کشور تفاوت زیادی دارد. سواحل اژه و مدیترانه دارای زمستان‌های سرد و بارانی و تابستان‌های گرم و نسبتاْ خشک هستند. میزان بارش سالانه در آن مناطق بسته به موقعیت مکانی از ۵۸۰ تا ۱۳۰۰ میلی‌متر متغیر است. میزان بارش باران به سوی شرق کشور کمتر می‌شود. ساحل دریای سیاه بیشترین میزان بارش را دریافت می‌کند و تنها منطقه ترکیه است که در سراسر طول سال بارش در آن زیاد است. بارش در بخش شرقی ساحل دریای سیاه به‌طور میانگین سالانه ۲ هزار و ۵۰۰ میلی‌متر (۹۸٫۴ اینچ) است که بیشترین میزان بارندگی در کشور است.
کوه‌های نزدیک به ساحل مانع از گسترش نفوذ دریای مدیترانه به داخل کشور می‌شوند و این امر به داخله ترکیه اقلیمی قاره‌ای با فصول مشخص داده است. فلات آناتولی بیش از مناطق ساحلی در معرض تفاوت‌های دمایی شدید قرار دارد. این فلات به‌ویژه زمستان‌های سخت دارد. در مناطق کوهستانی شرق دماهای منفی ۳۰ تا ۴۰ درجه سانتی‌گراد رخ می‌دهد و برف ممکن است ۱۲۰ روز از سال بر روی زمین بماند. 
در غرب، دمای زمستان به‌طور میانگین کمتر از ۱ درجه سانتی‌گراد است. تابستان گرم و خشک است با دماهای بالاتر از ۳۰ درجه سانتی‌گراد. میانگین بارندگی در غرب سالانه حدود ۴۰۰ میلی‌متر است که مقادیر واقعی آن با ارتفاع تعیین می‌شود. خشک‌ترین مناطق شهرستان‌های قونیه و ملطیه هستند که میزان بارندگی سالانه آن‌ها معمولاً کمتر از ۳۰۰ میلی‌متر است. ماه مه عموماً مرطوب‌ترین ماه و ژوئیه و اوت خشک‌ترین است. 
آب‌وهوای کوهستان آلاداغلار در شرق ترکیه سخت و نامطبوع است. تابستان‌ها در این منطقه گرم و بسیار خشک‌اند و زمستان‌ها همراه با بارش مکرر و سنگین برف، بسیار سردند. راه‌ها روستاها در این منطقه به خاطر کولاک زمستانی بسته می‌شود. بهار و پاییز این منطقه به‌طور کلی ملایم است، اما در هر دوی فصول موج ناگهانی گرم و سرد نیز اتفاق می‌افتد.
دریاچه های ترکیه عبارتند از: ایزنیک_الوباط_مانیاس_ترکوس_چکمجه_بیوک چکمسه